# Joachim Wünning

Joachim Wünning

Emil Heinrich Joachim Wünning (* 1. April 1898 in Kleinhelmsdorf, Kreis Weißenfels; † 22. September 1944 in der Vathy-Bucht, Insel Samos) war ein deutscher Politiker (NSDAP) und Marineoffizier.

## Leben und Wirken
Wünning wurde als einer von zwei Söhnen eines Gutsbesitzers geboren. Nach dem Besuch der Volksschule und des Gymnasiums in Eisenberg, wo er die Kriegsreifeprüfung ablegte, nahm er am Ersten Weltkrieg teil. Am 14. Juni 1915 trat er als Kriegsfreiwilliger in das 2. Thüringische Feld-Artillerie-Regiment 55 in Naumburg ein. Im Oktober desselben Jahres kam er zur Marineschule. Als Seeoffizier wurde er auf dem Linienschiff König ausgebildet, mit dem er im Sommer 1916 an der Skagerrakschlacht teilnahm. Im Februar 1916 wurde er zum Obermatrosen, im Juli 1916 zum Fähnrich befördert. Nach weiteren Lehrgängen wurde Wünning auf die Schleswig-Holstein, dann auf die Kaiserin Augusta kommandiert. Am 15. Juli 1917 wurde er Wachoffizier auf einem Torpedoboot der 17. Torpedoboots-Halbflottille. Im Dezember 1917 wurde er zum Leutnant zur See befördert. Am 31. März 1919 schied Wünning aus der Marine aus.

### Weimarer Republik (1919 bis 1933)
Nach dem Krieg begann Wünning eine landwirtschaftliche Ausbildung. In den folgenden Jahren war er in verschiedenen landwirtschaftlichen Betrieben in Sachsen, Hessen-Nassau und Bayern tätig. Von 1923 bis 1924 studierte Wünning Landwirtschaft in Göttingen und München. 1924 übernahm er die Bewirtschaftung des Gutes seiner Eltern, des Ritterguts Kleinhelmsdorf. 1925 heiratete er.
Im Juni 1928 trat Wünning in die NSDAP (Mitgliedsnummer 90.185) ein. Zwischen 1929 und 1933 leitete er die NSDAP-Ortsgruppe Kleinhelmsdorf; zudem war er landwirtschaftlicher Fachberater und Redner der Partei für den Kreis Weißenfels und Kreisdeputierter. Bei der Reichstagswahl im Juli 1932 wurde Wünning als Kandidat der NSDAP für den Wahlkreis 11 (Merseburg) in den Reichstag (Weimarer Republik) gewählt, dem er in der Folge ohne Unterbrechung bis zu seinem Tod im September 1944 angehörte. Das wichtigste parlamentarische Ereignis, an dem Wünning während seiner Abgeordnetenzeit teilnahm, war die Verabschiedung des Ermächtigungsgesetzes im März 1933, das unter anderem auch mit Wünnings Stimme beschlossen wurde.

### Zeit des Nationalsozialismus (1933 bis 1944)
Am 25. März 1933 trat Wünning der SS (SS-Nr. 228.386) bei, in der er zuletzt im März 1944 zum Sturmbannführer befördert wurde. Seit der Bildung des Reichsnährstandes war Wünning ab September 1933 Kreisbauernführer des Kreises Weißenfels an der Saale.
Am 6. September 1939 wurde Wünning als Wachoffizier auf den Hilfskreuzer Widder kommandiert, der von Fregattenkapitän Hellmuth von Ruckteschell kommandiert wurde. Im Oktober 1940 erhielt Wünning das Kommando über das Minenschiff Königin Luise, das er bis zu einer Verwundung am 25. September 1941 führte. Nach einigen Monaten Genesungszeit übernahm er am 19. Januar 1942 das Kommando über den Sperrbrecher 134 bei der 6. Sperrbrecherflottille. Anschließend wurde er auf dem Sperrbrecher 8, dem Minenschiff Bulgaria und, ab 20. August 1942, auf dem Minenschiff Drache bei der 21. U-Boot-Jagd-Flottille in Griechenland eingesetzt. Von Mai bis August 1944 führte Wünning diese Flottille in Stellvertretung. Am 22. September 1944 wurde die Drache bei einem Flugzeugangriff in der Vathy-Bucht auf Samos versenkt, wobei auch Wünning umkam, der seit dem April 1942 den Rang eines Korvettenkapitäns der Reserve innehatte. Wünning wurde am 22. Oktober 1944 postum das Ritterkreuz des Eisernen Kreuzes verliehen.

## Auszeichnungen
- Eisernes Kreuz (1914) II. Klasse
- Spange zum Eisernen Kreuz II. Klasse im Juli 1940
- Eisernes Kreuz (1939) I. Klasse am 27. Februar 1941
- Kriegsabzeichen für Minensuch-, U-Boot-Jagd- und Sicherungsverbände im März 1941
- Kriegsabzeichen für Hilfskreuzer im September 1941
- Ritterkreuz des Eisernen Kreuzes am 22. Oktober 1944 (posthum)[1]